# (1350) Rosselia
(1350) Rosselia ist ein Asteroid des Hauptgürtels, der am 3. Oktober 1934 vom belgischen Astronomen Eugène Joseph Delporte in Ukkel entdeckt wurde.
Benannt wurde der Asteroid nach der Herausgeberin der belgischen Zeitung Le Soir, Marie-Thérèse Rossel.